# Institut für Qualität und Wirtschaftlichkeit im Gesundheitswesen
L'IQWiG, Institut für Qualität und Wirtschaftlichkeit im Gesundheitswesen (littéralement Institut pour la qualité et l'efficacité dans la santé), est un organisme allemand chargé d'évaluer la qualité et l'efficacité des traitements médicaux :
- Médicaments
- Interventions non-médicamenteuses (interventions chirurgicales par exemple)
- Méthode de diagnostic et de criblage
- Recommandations et programme de gestion des maladies

En outre, l'institut fournit des informations sanitaires faciles à comprendre pour les patients et le grand public.
Il est indépendant des laboratoires pharmaceutiques et ne répond qu'au Ministère de la Santé et au Comité Fédéral commun.

## Organisation
L'IQWiG a été fondée en 2004. Son premier directeur a été le docteur Peter Sawicki.
Il est dirigé depuis 2010 par le docteur Jürgen Windeler, et son adjoint le docteur Stefan Lange (en poste depuis 2005).
Les études et rapport sont rédigés par 5 départements :
- Evaluation des médicaments
- Interventions non-médicamenteuses
- Qualité des soins
- Biométrie médicale
- Économie de la santé

La rédaction des informations à destination du grand public est gérée par le département Information sanitaire.
Ces activités sont soutenues par deux départements supports, le département Communication et le département Administration.

## Rapports les plus remarqués
L'IQWiG a fait la une de l'actualité médicale en 2010 avec un rapport établissant que la Réboxétine est inefficace et que ses effets secondaires ont été sous-estimés.
De même, en Septembre 2010, une autre étude déconseille l'usage de la Venlafaxine et de la Duloxétine comme traitements de première intention de la Dépression majeure, les recommandant plutôt en seconde intention.
L'institut a jugé que les preuves scientifiques sont insuffisantes pour justifier l'utilisation de la Mémantine comme traitement de la maladie d'Alzheimer. Elle a ensuite changé d'opinion sur la présentation de nouvelles études.
L'institut a jugé que les analogues de l'insuline n'étaient pas supérieurs à l'insuline humaine dans le traitement du diabète de type I.